# Ghidul autostopistului galactic
Ghidul autostopistului galactic (în engleză The Hitchhiker's Guide to the Galaxy) este un serial de comedie științifico-fantastică creat de scriitorul, dramaturgul și muzicianul englez Douglas Adams. Prima formă pe care a luat-o a fost cea a unui serial radiofonic difuzat în 1978 de BBC Radio 4⁠(d), dar acesta a fost adaptat și în alte formate și în câțiva ani a devenit un fenomen multimedia internațional. Printre adaptările sale se numără spectacole de teatru, o „trilogie” de șase cărți, primele cinci publicate între 1979 și 1992, iar a șasea, scrisă de Eoin Colfer⁠(d) în 2009, un serial de televiziune, un joc de calculator, trei serii de benzi desenate ale primelor trei romane publicate de DC Comics între 1993 și 1996. Au apărut și două serii de prosoape, produse de Beer-Davies, considerate de unii fani a fi „versiunea oficială” a Ghidului autostopistului galactic, întrucât conțin text din primul roman. O versiune cinematografică finanțată de la Hollywood, produsă și filmată în Regatul Unit, a apărut în aprilie 2005, și între 2004 și 2005, s-au difuzat adaptări radio ale romanelor al treilea, al patrulea și al cincilea. Multe dintre aceste adaptări, inclusiv romanele, serialele de televiune, jocurile video și primele variante ale scenariului filmului de lung-metraj, au fost realizate de Adams însuși, iar unele dintre piesele de teatru au introdus material nou scris de Adams.
Titlul este numele unui ghid de călătorie fictiv, excentric, în format electronic, care apare frecvent în acțiune.
The Hitchhiker's Guide to the Galaxy este adesea prescurtat „HHGTTG” (cum este utilizat pe site-urile fanilor) sau „H2G2” (utilizată pentru prima oară de Neil Gaiman ca titlu de capitol în Nu intra în panică: companionul oficial al „Ghidului autostopistului galactic” și apoi mai târziu de ghidul online editat de BBC. Serialul este numit adesea și „The Hitchhiker's Guide”, „Hitchhiker's”, sau „[The] Guide”. Acest titlu se poate referi la oricare dintre diferitele variante ale poveștii, dintre care cea mai cunoscută este seria de romane, traduse în peste 30 de limbi până în 2005.

## Intriga
Diferitele versiuni urmează aceeași intrigă de bază dar se contrazic în multe amănunte, fiind rescrise de Adams și modificate substanțial pentru fiecare nouă adaptare. În toate versiunile, acțiunea urmărește aventurile lui Arthur Dent, un englez ghinionist, deși în poveste se implică și alte personaje importante: Ford Prefect, un extraterestru de pe o planetă de pe lângă Betelgeuse care este cercetător pentru ghidul eponim; Zaphod Beeblebrox, semi-vărul lui Ford și președintele Galaxiei; robotul deprimat Marvin și Trillian, fostă Tricia McMillan, o femeie pe care Arthur a întâlnit-o la o petrecere din Islington, singurul alt supraviețuitor al distrugerii Pământului.

## Origini
Primul serial radiofonic provine dintr-o propunere intitulată „Sfârșiturile Pământului”: șase episoade autonome, toate terminându-se cu distrugerea Pământului în câte un fel diferit. Scriind primul episod, Adams a realizat că are nevoie de un extraterestru pe planetă pentru a da ceva context, și că acel extraterestru are nevoie de un motiv pentru a fi acolo. Adams s-a hotărât în final să facă extraterestrul să fie un cercetător itinerant pentru o „carte cu totul remarcabilă” intitulată Ghidul autostopistului galactic. Pe măsură ce a progresat scrierea scenariului primului episod, Ghidul a devenit centrul poveștii, și el a hotărât să concentreze serialul pe el, distrugerea Pământului rămânând singurul lucru rămas din vechea idee.
Adams a susținut că ideea titlului i-a venit de la un incident din 1971 care i s-a întâmplat când făcea Autostop⁠(d)ul prin Europa continentală în tinerețe, cu un exemplar din cartea Ghidul Europei pentru autostopiști. Când zăcea beat pe un câmp de la Innsbruck cu cartea în mână și uitându-se la stele, s-a gândit că ar fi o idee bună dacă cineva ar scrie și un ghid al galaxiei pentru autostopiști. Ulterior, însă, el a susținut că a povestit această anecdotă de atâtea ori, încât a uitat incidentul însuși, și nu-și mai amintea decât cum l-a povestit. Prietenii lui au spus adesea că Adams a mai vorbit despre ideea „autostopului prin galaxie” într-o vacanță petrecută în Grecia în 1973.
Ghidul fictiv al lui Adams este o carte electronică ce se constituie într-un ghid al galaxiei Calea Lactee, publicat la început de Megadodo Publications, una dintre marile edituri din Locuri din Ghidul autostopistului galactic⁠(d). Narațiunile diferitelor versiuni ale poveștii sunt punctate frecvent cu extrase din Ghid. Vocea Ghidului (Peter Jones⁠(d) în primele două seriale radiofonice și în primele versiuni de televiziune, urmat de William Franklyn⁠(d) în a treia, a patra și a cincea serie la radio, și de Stephen Fry în versiunea cinematografică), a fost și vocea naratorului.

## Serialul radiofonic
Prima serie radiofonică de șase episoade (denumite „Fits” după titlurile secțiunilor din poezia lui Lewis Carroll „The Hunting of the Snark⁠(d)”) a fost difuzată în 1978 la BBC Radio 4⁠(d). În ciuda lansării discrete a serialului (primul episod a fost difuzat la ora 10:30 p.m. miercuri, 8 martie 1978), a primit recenzii în general bune și o reacție publică surprinzător de mare pentru o emisiune la radio. În același an s-a difuzat un episod special de Crăciun. BBC obișnuia la acea vreme să comande episoade speciale de Crăciun pentru serialele radiofonice cele mai populare și, deși prima variantă a episodului de „Ghidul autostopistului” avea o acțiune legată de Crăciun, s-a decis că era „oarecum de prost gust” și episodul a fost făcut să fie mai degrabă o punte între cele două serii. Acest episod a fost lansat ca parte a celei de a doua serii de episoade radiofonice și, ulterior, al Fazei secundare pe casete și CD-uri. Faza primară și Faza secundară au fost difuzate într-o versiune ușor modificată, în Statele Unite la NPR Playhouse⁠(d).
Prima serie a fost reluată de două ori în 1978 singură și de mai multe ori în următorii câțiva ani. Aceasta a dus la reînregistrarea ca album LP, produs pentru comercializare independent de BBC, și la realizarea unei noi adaptări sub formă tipărită. O a doua serie radiofonică, formată din încă cinci episoade, aducând numărul total de episoade la 12, a apărut în 1980.
Atât serialul radiofonic precum și versiunile LP și de televiziune au profitat de vocea cunoscutului actor de comedie Peter Jones⁠(d) în rolul Cărții. El a fost distribuit în acest rol după ce s-a decis că este de nevoie de o voce „în stilul Peter Jones”, ce a dus la o căutare de trei luni fără succes a unui actor a cărui voce să sune exact ca cea a lui Peter Jones. În cele din urmă, producătorii a trebuit să plătească mai mult ca să îl angajeze chiar pe Peter Jones. Vocea sa sonoră și familiară a dat serialului un ajutor semnificativ.
Serialul a rămas notabil și pentru felul cum a folosit sunetul, fiind primul serial de comedie produs în format stereo. Adams a spus că ar vrea ca producția programului să fie comparabilă cu cea a unui album modern de muzică rock. Mare parte din bugetul programului a fost cheltuit pe efecte speciale audio, în principal opera lui Paddy Kingsland⁠(d) (pentru episodul pilot și întreaga serie a doua) și a lui Dick Mills⁠(d) și Harry Parker (pentru restul episoadelor (2–6) din prima serie). Faptul că ei erau liderii industriei producătoare de programe radio în 1978 și 1980 s-a reflectat în faptul că cele trei serii noi de Hitchhiker's au devenit unele dintre primele emisiuni radiofonice mixate în Dolby Pro Logic⁠(d) cu patru canale. Acest mixaj a apărut și pe variantele pe DVD ale celei de-a treia serii.
Melodia de generic utilizată în versiunile radiofonică, televizată, LP și cinematografică este „Journey of the Sorcerer”, o piesă instrumentală compusă de Bernie Leadon⁠(d) și interpretată de The Eagles pe primul lor album, One of These Nights⁠(d). Doar serialul difuzat la radio a utilizat înregistrarea originală a acestei piese; la serialul TV și pe LP s-a utilizat un cover al lui Tim Souster⁠(d), pentru filmul din 2005 s-a utilizat un alt aranjament al lui Joby Talbot⁠(d), iar pentru CD-urile ultimelor trei serii radiofonice s-a înregistrat un alt aranjament, de Philip Pope⁠(d). Se pare că Adams a ales acest cântec pentru senzația futuristică a sunetului, dar și pentru faptul că avea un banjo, despre care, așa cum își amintește Geoffrey Perkins⁠(d), Adams a spus că îi dă un aer de „drum, de autostop”
Cele douăsprezece episoade au fost lansate pe CD și pe casete audio în 1988, devenind prima versiune CD în BBC Audiobooks⁠(d). Ele au fost relansate în 1992, și de această dată Adams a sugerat ca fiturile de la primul la al șaselea să fie reintitulate „Faza primară”, iar cele de la al șapelea la al doisprezecelea, „Faza secundară”, în loc de „prima serie” și „a doua serie”. În acest moment, s-a discutat cu Dirk Maggs ideea „Fazei terțiare”, o adaptare a cărții Viața, universul și toate celelalte, dar această serie nu avea să fie înregistrată decât după zece ani.
Distribuția:
- Simon Jones⁠(d), în rolul Arthur Dent
- Geoffrey McGivern⁠(d), în rolul Ford Prefect
- Susan Sheridan⁠(d), în rolul Trillian
- Mark Wing-Davey⁠(d), în rolul Zaphod Beeblebrox
- Stephen Moore⁠(d), în rolul Marvin, the Paranoid Android
- Richard Vernon⁠(d), în rolul Slartibartfast
- Peter Jones⁠(d), în rolul Ghidului

## Romane
Romanele au fost descrise ca „o trilogie în cinci părți”, fiind denumit trilogie la lansarea celei de a treia cărți, după care „trilogie în patru părți” la lansarea celei de a patra. Ediția americană a celei de-a cincea părți a fost lansată cu descrierea: „a cincea carte din din ce în ce mai imprecis denumita trilogie a Autostopistului”. Viitoarele relansări ale cărții purtau și ele legenda „[prima, a doua, a treia, a patra] din din ce în ce mai imprecis denumita trilogie a Autostopistului”. În plus, textul de pe coperta din spate a celei de a cincea cărți descrie cu umor cartea ca fiind cea care „dă un cu totul nou înțeles cuvântului «trilogie»”.
Acțiunea serialelor radiofonic și de televiziune sunt mai mult sau mai puțin similare celor din primele două romane, deși unele dintre evenimente au loc în altă ordine și multe detalii diferă. Părțile a cincea și a șasea ale serialului de la radio au fost în mare parte scrise de John Lloyd, dar materialul său nu a mai ajuns în celelalte versiuni ale poveștii.
Înainte de a muri de atac de cord la 49 de ani, în 2001, Adams se gândea să scrie un al șaselea roman din seria Autostopistului. El lucra și la un al treilea roman cu Dirk Gently⁠(d) sub titlul provizoriu The Salmon of Doubt⁠(d) (Somonul îndoielii), dar a simțit că nu-i iese și a renunțat. El a declarat într-un interviu că unele dintre ideile din acel proiect ar fi mai potrivite în seria Autostopistului și a sugerat că ar putea refolosi o parte din acel material într-o a șasea carte din această serie. El a spus despre În mare parte, inofensiv că este o carte „foarte sumbră” și a spus că i-ar plăcea să termine „Autostopistul” într-o notă mai veselă. Adams a remarcat și că dacă ar scrie o a șasea parte, cel puțin ar începe cu toate personajele în același loc. Eoin Colfer, care a scris a șasea carte din seria Autostopistului în 2008–2009, s-a folosit de acest din urmă concept dar se pare că de niciuna din ideile din Somonul îndoielii.

### Ghidul autostopistului galactic
În Ghidul autostopistului galactic (publicat în 1979), personajele vizitează legendara planetă Magrathea, sediul industriei prăbușite a construcțiilor de planete, și fac cunoștință cu Slartibartfast⁠(d), un proiectant de coaste marine, realizator al fiordurilor Norvegiei. Din arhive, el extrage și relatează povestea unei rase de ființe pan-dimensionale și hiperinteligente care au construit un calculator pe nume Gândire Profundă pentru a calcula răspunsul la întrebarea supremă despre Viață, Univers și tot Restul. Când, după multe mii de ani, acesta a arătat că răspunsul este 42, Gândire Profundă a prezis că se poate realiza un alt calculator, mai puternic decât el, care să calculeze și întrebarea. (Ulterior, Adams va crea și phrases from "The Hitchhiker's Guide to the Galaxy"⁠(d), un puzzle care putea fi abordat în mai multe feluri, toate dând rezultatul 42.)
Acest al doilea calculator, adesea confundat cu o planetă (din cauza mărimii sale și a utilizării componentelor biologice), era Pământul, care a fost distrus de vogoni pentru a face loc unei autostrăzi hiperspațiale de centură, cu cinci minute înainte de a-și termina de executat programul său pe care-l rula de zece milioane de ani. Două ființe ale acelei rase pan-dimensionale hiperinteligente care a comandat Pământul s-au deghizat în șoarecii lui Trillian, și încearcă să disece creierul lui Arthur în speranța de a reconstrui soluția, întrucât el era parte a matricii Pământului cu câteva clipe înainte de distrugerea lui, deci se poate ca el să aibă o parte din întrebare îngropată undeva în creier. Trillian este și ea om, dar a plecat de pe Pământ cu șase luni în urmă cu Zaphod Beeblebrox, președintele Galaxiei. Protagoniștii scapă, pregătind scena pentru „Restaurantul de la sfârșitul universului”. Șoarecii, în lipsa lui Arthur, creează o întrebare falsă, care le permite să nu mai aștepte alte zece milioane de ani ca să obțină rezultatul. Întrebarea inventată de ei este „Câte drumuri un om ar avea de făcut?⁠(d)”
Cartea a fost adaptată după primele patru episoade radiofonice. A fost publicată prima oară în 1979, cu copertă de hârtie, de Pan Books⁠(d), după ce BBC Books⁠(d) a refuzat oferta, decizie pe care ulterior au regretat-o. Cartea a ajuns pe primul loc în clasamentul cărților din a doua săptămână, și s-a vândut în peste 250.000 de exemplare în primele trei săptămâni de la lansare. Harmony Books, o divizie a Random House în Statele Unite, a publicat în octombrie 1980, o ediție cu copertă cartonată, iar ediția americană cu copertă de hârtie din 1981 a fost promovată cu 3000 de copii distribuite gratuit de revista Rolling Stone. În 2005, Del Rey Books a relansat seria Autostopistului cu noi coperte pentru lansarea filmului din 2005. Până în 2010, s-a vândut în peste 14 milioane de exemplare.
În 1994 a apărut o ediție ilustrată cu fotografii.

### Restaurantul de la sfârșitul universului
În The Restaurant at the End of the Universe (publicată în 1980), Zaphod se desparte de ceilalți și constată că face parte dintr-o conspirație al cărei scop este cel de a descoperi cine conduce de fapt universul. Zaphod se întâlnește cu Zarniwoop, conspirator și editor la Ghid, care știe unde se află conducătorul anonim. Zaphod se reîntâlnește pentru scurt timp cu ceilalți pentru o călătorie în timp până la sfârșitul universului și asistă la acest eveniment în restaurantul Milliways⁠(d). Zaphod și Ford hotărăsc să fure o navă de acolo, navă ce se dovedește a fi una de cascadorii, pre-programată să se prăbușească într-o stea ca efect special pentru un spectacol. Neputând schimba cursul, personajele principale îl fac pe Marvin să opereze mașina de teleportat găsită în navă, care încă era funcțională, dar nu avea control automat (cineva trebuie să rămână în urmă ca s-o controleze), iar Marvin pare a se fi sacrificat. Zaphod și Trillian descoperă că Universul este pe mâinile sigure ale unui om simplu și ușor nebun care trăiește singur cu pisica lui pe o planetă îndepărtată, într-o colibă de lemn.
Ford și Arthur ajung pe o navă plină de refugiați ai civilizației Golgafrincham, care își părăsise planeta de baștină din cauza iminentei sale distrugeri. Refugiații plecaseră pe trei nave (una cu muncitorii, una cu conducătorii, intelectualii, medicii și inginerii și o a treia, pe care au ajuns și personajele, cu funcționarii, economiștii, avocații, agenții imobiliari și publicitari). Nava se prăbușește pe Pământul preistoric; Ford și Arthur sunt blocați acolo, și devine clar că acest grup de Golgafrinchani, incapabili să construiască nici măcar o colibă și ale căror mari realizări sunt niște simple prezentări și reclame, sunt strămoșii omului modern, după ce i-au înlăturat pe hominizii indigeni. Programul rulat de Pământ a fost perturbat de sosirea acestora, astfel că Ford și Arthur reușesc să extragă ultimul mesaj de debugging⁠(d) din subconștientul lui Arthur scoțând la întâmplare litere dintr-un joc de Scrabble; acesta este: „Ce obții dacă înmulțești șase cu nouă”. Arthur a comentat apoi: „mereu am spus că ceva fundamental este în neregulă cu universul”.
Cartea a fost adaptată din restul materialului din serialul radiofonic, de la al cincilea la al doisprezecelea episod, deși ordinea evenimentelor a fost schimbată (în particular, evenimentele din fitul al șaselea, în care Ford și Arthur naufragiază pe Pământul preistoric, sunt la sfârșitul cărții, în timp ce salvarea lor din fitul al șaptelea este ștearsă), mare parte din incidentul Brontitall⁠(d) este omisă, în locul secvenței Haggunenon, scrisă în colaborare cu John Loyd, fiind introdusă secvența cu Disaster Area—introdusă în versiunea LP. Adams considera Restaurantul cel mai bun dintre cele cinci romane.

### Viața, universul și tot restul
În Life, Universe and Everything (publicat în 1982), Ford și Arthur călătoresc prin continuumul spațiu-timp din Pământul preistoric până pe Lord's Cricket Ground⁠(d). Acolo se întâlnesc cu Slartibartfast, care îi ia cu el să-l ajute să prevină un război galactic. Cu mult timp în urmă, oamenii de pe Krikkit⁠(d) au încercat să distrugă viața din Univers, dar au fost opriți și închiși pe planeta lor de origine; acum, ei încearcă să scape. Cu ajutorul lui Marvin, Zaphod și Trillian, eroii împiedică distrugerea vieții în univers, după care se despart.
A fost prima carte din serie neadaptată după un scenariu radiofonic și scrisă ca atare. Povestea sa se bazează pe o propunere de scenariu scrisă de Adams pentru o variantă de Doctor Who, rolul Doctorului fiind împărțit între Slartibartfast (la început), și apoi Trillian și Arthur.
În 2004, ea a fost adaptată pentru radio ca „Faza terțiară” a serialului radiofonic.

### La revedere și mulțumim pentru pește
În So Long, and Thanks for All the Fish (publicată în 1984), Arthur se vede revenit pe Pământ, surprins să-l regăsească după ce acesta fusese inițial distrus. El se îndrăgostește de o fată pe nume Fenchurch, și descoperă că Pământul pe care se află este o copie realizată de delfini în urma campaniei „Salvați Oamenii”. El se reîntâlnește în cele din urmă cu Ford, care susține că între timp a salvat universul, pentru a face o călătorie cu autostopul ca să vadă „Mesajul Final al lui Dumnezeu adresat Creației Sale”. Pe drum, lor li se alătură Marvin, the Paranoid Android, care, deși de 37 de ori mai bătrân decât universul însuși (din cauza călătoriilor în timp), mai are doar suficientă energie cât să citească mesajul și să se simtă puțin mai bine înainte de a se opri definitiv.

### În mare parte inofensiv
În cele din urmă, în Mostly Harmless (publicat în 1992), vogonii preiau Ghidul autostopistului (sub numele de InfiniDim Enterprises), pentru a-și îndeplini misiunea de a distruge Pământul, odată pentru totdeauna, în toate universurile paralele posibile. După ce a pierdut-o pe Fenchurch și a început să rătăcească prin galaxie, Arthur rămâne singurul supraviețuitor al prăbușirii unei nave spațiale pe planeta Lamuella⁠(d), și se stabilește acolo, devenind producător oficial de sandvișuri al unui sat de oameni simpli și pașnici. Între timp, Ford Prefect pătrunde în birourile Ghidului, obține de la sistemul informatic drept de decont nelimitat, și se întâlnește cu The Hitchhiker's Guide to the Galaxy, Mark II, un ghid cu inteligență artificială, multidimensional, cu puteri mari și cu un scop ascuns. După ce refuză ajutorul periculos al puternicei mașini (pe care îl primește totuși), el i-l trimite lui Arthur Dent pentru siguranță.
Trillian folosește ADN-ul donat de Arthur în schimbul banilor de bilete și naște o fată după care pleacă în călătorie ca reporter de război și îi lasă fiica, botezată Random Frequent Flyer Dent, în grija lui Arthur. Random, o adolescentă-problemă, fură The Guide Mark II și îl folosește ca să se întoarcă pe Pământ. Arthur, Ford, Trillian și Tricia McMillan (Trillian în acest univers paralel) o urmează într-un club aglomerat, unde Random se sperie de un zgomot și trage în Arthur din greșeală. Focul de armă se soldează cu moartea unui om (veșnic ghinionistul Agrajag⁠(d), omorât în mod repetat din cauza lui Arthur). Imediat după aceea, The Guide Mark II cauzează distrugerea tuturor Pământurilor posibile din toate universurile paralele probabile. Toate personajele principale, cu excepția lui Zaphod, se află pe Pământ în acel moment și par a fi fost ucise, aducându-le multă satisfacție vogonilor.

### Și încă ceva...
La 17 septembrie 2008 s-a anunțat că autorul serialului Artemis Fowl, Eoin Colfer⁠(d) a fost angajat să scrie a șasea parte intitulată Și încă ceva... (And Another Thing) împreună cu Jane Belson, văduva lui Adams.

## Aprecieri
Cartea a fost publicată de Penguin Books în Regatul Unit și de Hyperion în SUA la 12 octombrie 2009.
Ghidul autostopistului galactic a fost trecută de editorii site-ului Superscholar.org pe locul al doilea în lista celor mai influente 50 de cărți din ultimii 50 de ani, fiind depășită doar de Things Fall Apart (1958) de Chinua Achebe.

## Traduceri în limba română
- 2005 - Ghidul autostopistului galactic, ed. Nemira, colecția "Nautilus", traducere Eugen Dumitrescu, 776 pag., ISBN 978-973-569-732-7[21]
- 2014 - Ghidul autostopistului galactic, ed. Nemira, colecția "Nautilus", traducere Eugen Dumitrescu, 816 pag., ISBN 978-606-579-745-1[22]

## Vezi și
- Encyclopedia Galactica
- Ghidul autostopistului galactic (film)
- Ghidul autostopistului galactic (serial TV)